# Lluís Tintoré i Mercader
Lluís Tintoré i Mercader (Barcelona, 1865 — Buenos Aires, 1947) fou enginyer industrial i poeta.
Fill de Joaquim Tintoré i Pastor (+1872) i de Francesca Mercader i Bertran nascuts a Tarragona. Casat amb Concepció Oller i Padrol va tenir família nombrosa.
Era enginyer industrial especialitzat en el ram tèxtil. Va participar assíduament a diversos Jocs Florals i va ser premiat diverses vegades. També va exercir de mantenidor i secretari.
Publicà versos de caràcter costumista, històric i faules.

## Obres
- Primerenques (1900)
- La masia trista (1910)
- Flors d'ametller (1912)
- De les golfes
- Rurals

Obres presentades als Jocs Florals de Barcelona
- La mareselva (1921), 3r accèssit a la Viola d'or i d'argent[4]